# 戸村義国
戸村 義国（とむら よしくに）は、江戸時代前期の武将。出羽国久保田藩士。戸村家7代当主。通称は戸村家当主の代々の通称である十太夫。

## 出自
戸村家は藤原秀郷の末裔とされる戸村能通（よしみち）により創始された家系であるが、南北朝時代に入って、南朝方に属した6代目の戸村又五郎（実名不詳?）が宗家の那珂通辰と共に北朝方の佐竹貞義と戦って自刃して一時断絶した。その後、佐竹義人の三男・大掾満幹との養子縁組を解消した佐竹義倭（よしやす/よしまさ）が前戸村氏の居城であった常陸国戸村城を再建したことにより、その姓を称して佐竹氏の一族となる。
- 佐竹系戸村氏系図①（義国まで）
戸村義倭（佐竹義人の三男）＝義易（義倭の兄・佐竹義俊の五男）―義廣－義知－義和－忠義－義国
- 佐竹系戸村氏系図②（義国以降・宗家（戸村十太夫家）、久保田藩士）（※歴代当主は代々、通称として｢十太夫｣を称し、横手城代を務めた。）
戸村義国－義宗－義連－義輔（義寛）－義見－義孚－義敬－義道（義通）－義效

## 生涯
天正19年（1591年）、戸村義和の嫡男として誕生した。土蔵にて生まれると伝わる。
父・義和は文禄の役の際に朝鮮高麗熊川にて病死した（一書には船中とも）。義国は父の顔を知らずに成長する。常陸戸村城より、慶長7年（1602年）に宗家・佐竹義宣が出羽久保田藩への国替えとなり、これに従い出羽に入る。慶長10年（1605年）から慶長12年（1607年）にかけて用水路を完成させた（戸村堰）。主君・義宣と大坂冬の陣に従軍する。今福の戦いにおいて、佐竹軍は苦戦に陥り、刀鍔に銃弾を受けるが怯まずに奮戦し、大坂方の将矢野正倫を討ち取った。その功で2代将軍・徳川秀忠より感状と刀「青江次直」を拝領する。
後に2代藩主・佐竹義隆の執政を務め、寛永8年（1631年）に角館の代官として赴く。寛文9年（1669年）に久保田藩が松前藩からのシャクシャインの乱の鎮圧応援要請を受けて派遣軍が編成されるが、義国は派遣軍の軍将となる。ただし、派遣前に乱が平定されたので派遣は中止となった。
寛文10年（1671年）12月、死去。享年80。
長男の義宗に先立たれたため、その嫡男（義国の孫）義連が跡を継ぎ、寛文12年（1673年）に横手城代となった。また、次男の隆経は、多賀谷宣家（後岩城宣隆）が岩城氏の番代となったことにより多賀谷家の跡を継いだ。三男の隆家も後に多賀谷家（隆経の跡）を継いでおり、さらにその後も多賀谷家はたびたび戸村家より養子を迎えることが多かった。
この他、義国の子である戸村隆朝（一学）が家格宿老で分家している。